# Герб Піньєла
Ге́рб Піньє́ла — офіційний символ міста Піньєл, Португалія. Використовується як територіальний герб. У чорному щиті золотий замок із трьома баштами, синіми вікнами і брамою. На найвищій середній башті висить португальський щиток. Обабіч замку, над двома іншими баштами, дві золоті гілки з трьома золотими шишками. У главі щита сокіл натурального кольору, що летить праворуч. Щит увінчує срібна мурована міська корона з п'ятьма вежами.  Під щитом біла стрічка, на якій великими літерами напис португальською: «cidade de Pinhel» (місто Піньєл).  Офіційно затверджений 22 березня 1941 року.  

## Галерея

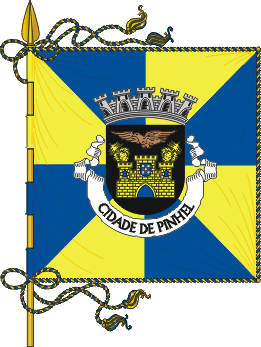
Прапор